# 柏工業専門校

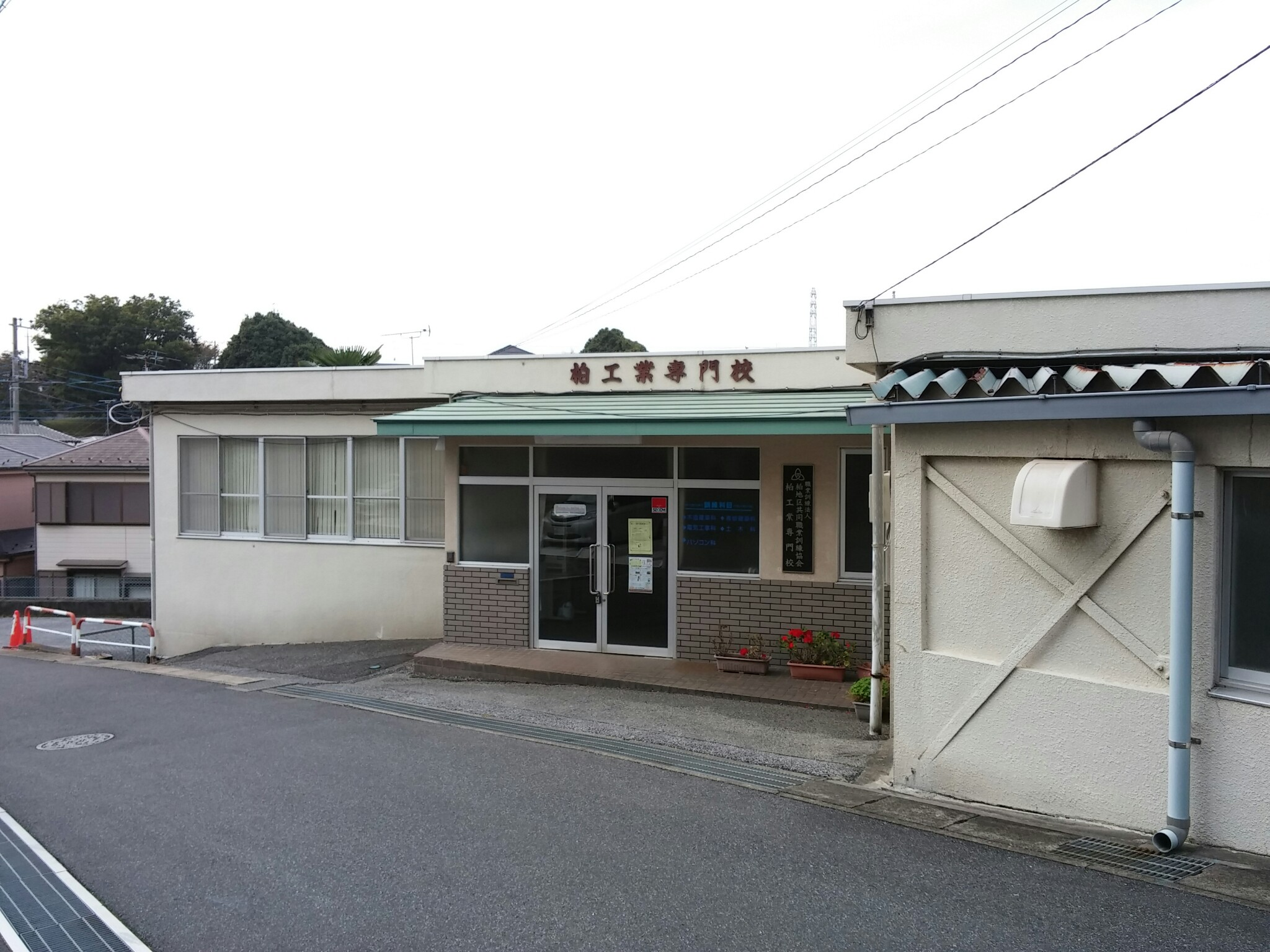
外観

柏工業専門校（かしわこうぎょうせんもんこう）は、職業訓練法人柏地区共同職業訓練協会が運営する認定職業訓練による職業能力開発校。基本的には事業団体を構成する事業所の従業員の資質向上の目的で開校しているため、募集訓練生はその従業員であるが、条件次第で、また一般開講講座については、一般の人材も受講可能。

## 概要
柏地区共同職業訓練協会は，千葉県柏市・東葛飾地方の地区の工業系事業団体（柏市建設業会、千葉県建築士会柏支部、千葉県建築士事務所協会東葛支部、建築組合連合会柏支部、柏市管工事共同組合、千葉県柏左官業組合、千葉県板金工業組合柏支部、柏塗装組合、千葉県タイル住器工事組合東葛飾支部、ちば建築設計監理協同組合他）で構成される。
- 所在地 : 千葉県柏市明原3-20-16（北緯35度52分5.7秒 東経139度57分41.3秒 / 北緯35.868250度 東経139.961472度）

## 沿革
- 1970年（昭和45年）4月 - 開校

## 訓練科目
短期訓練科の入校資格は中学校卒業以上。またこのほかに、資格取得講座とパソコン講座 を開講している。
- 木造建築科 - 二級建築士・2級技能士資格のための基礎コースで、受講期間は2年、入校資格 高等学校卒業以上。木造建築科の課程修了により建築士受験資格として、必要実務経験2年以上に短縮となる
- 専修建築科 - 二級建築士試験受験者。受講期間は1年
- 電気工事科 - 受講期間は6か月で入校資格は中学校卒業以上。第二種電気工事士の国家試験を目指す受験コース
- 建築CADトレース科 - 厚生労働省認定CADトレース技士資格取得コースで、受講期間は6か月。入校資格は高等学校卒業程度としている
- 短期訓練科建築CADトレース科
- 短期訓練科建築大工科
- 短期訓練科パソコン科
- 短期訓練科簿記3級取得＋パソコン会計科